# レイチェル・ブラックモア
レイチェル・ブラックモア（英語: Rachael Blackmore、1989年7月11日 - ）は、アイルランドの女性競馬騎手。主に障害競走を主戦場とする。

## 経歴・人物
ティペラリー県キノレール出身。実家が酪農経営であったため、小さい頃よりポニーに親しむ生活を送り、少女時代よりポニーレースに出場して13歳で優勝するほどの腕前を見せていたと云う。
リムリック大学で馬科学を学びながらアマチュアの騎手としてレースに出場、2011年2月10日にアイルランド・サールス競馬場での障害レースでストウアウェイパールに騎乗し、アマチュアながら勝利を記録した。
2015年3月にプロ騎手となり、アイルランド競馬連盟に所属。同年9月にアイルランド・クロンメル競馬場にてMost Honourableに騎乗してウッドルーフハンディキャップ障害競走を勝利したのがプロ初勝利である。
障害騎手として着実に実力をつけたブラックモアは2019年のチェルトナムフェスティバルに挑み、サンダウン競馬場Centenary Novices' Handicap Chaseに於いて、プラスタードに騎乗して1着となった。
ブラックモアが母国アイルランドで初めてGI競走を制覇したのは2019年4月にフェアリーハウス競馬場にてハニーサックルに騎乗し、Irish Stallion Farms EBF Mares Novice Hurdle Championship Finalに1着となったことによる。
2021年、ブラックモアは世界最高峰の障害競走である「グランドナショナル」（エイントリー競馬場）にミネラタイムズで果敢に挑戦し、出走40頭中完走したのは僅か15頭という壮絶なレースで2着のバルコデスフロスに6馬身半の大差をつけて圧勝し、女性騎手として初めてグランドナショナルを制覇する人物となった。
2025年5月12日、自身のX（旧ツイッター）で現役引退を発表。「私の騎手としての日々は終わりを迎えました。そのときが来ました。悲しいけれど、私が過ごした16年間に心から感謝しています。愛馬に恵まれ、夢にも思わなかった成功を経験できたことは本当に幸運でした」と投稿した。